# Genus Plus
Genus Plus byla regionální televizní stanice se sídlem v Liberci, která vysílala z vysílačů Ještěd a Černá hora na kanále 60 v multiplexu 3 v Libereckém, Královéhradeckém a částečně i v Pardubickém a Středočeském kraji. Po konci vysílání se změnila na internetový zpravodajský server.

## Historie
Firma Genus TV a. s. byla založena již v roce 1993, licence jí byla udělena 12. března 1996. Televize nejprve vysílala v určených časech na kanále TV Prima. Později se stala součástí celorepublikové sítě regionálních televizí pod názvem R1 Genus. O vlastní kanál televize usilovala již v roce 2005, avšak neúspěšně. V roce 2008 získala FTV Prima v této společnosti většinový podíl, stoprocentním akcionářem totiž dosud byla firma S group Holding, vlastnící mimo jiné třeba stavební společnost Syner. Právě S group Holding pak v roce 2011 Genus znovu odkoupila.
Od 1. února 2012 televize vysílala na samostatném kanále v rozsahu čtyřiadvaceti hodin denně., i nadále se některé reportáže televize Genus objevily ve zpravodajství televize Prima.
Od 1. února 2013 televize přestala vysílat.

## Program
Genus Plus obvykle vysílala v pracovní dny hodinový blok, který byl neustále reprízován. O víkendech pak bývaly reprízovány pořady z celého týdne. Mimo to zařazovala televize do vysílání i záznamy z tiskových konferencí apod., vysílání bývalo doplňováno informační zpravodajskou lištou. Na hlavní zpravodajské relaci Minuty regionu se podílely regionální stanice Televize Pardubice.

## Pořady

### Zpravodajské pořady
| Název pořadu      | Vysílání            | Moderátoři                                  | Popis                                                                  |
| ----------------- | ------------------- | ------------------------------------------- | ---------------------------------------------------------------------- |
| Zprávy            | Pondělí–pátek 11:30 | Dagmar Valášková Pepa Slabý                 | Krátký přehled zpráv                                                   |
| Zprávy o zprávách | Pondělí–pátek 14:30 | Dagmar Valášková Pepa Slabý                 | Upoutávka na hlavní zpravodajskou relaci                               |
| Minuty regionu    | Pondělí–pátek 17:30 | Romana Prošková Jana Šrámková Libor Tampier | Hlavní zpravodajská relace, součástí sport, počasí, dopravní informace |

### Publicistické pořady
| Název pořadu        | Premiérové vysílání | Moderátoři      | Popis                                            |
| ------------------- | ------------------- | --------------- | ------------------------------------------------ |
| Anketa              | Pondělí–pátek       | Romana Prošková | Názory diváků na ulici a na facebookovém profilu |
| Bestiář             | Středa              | Romana Prošková | Pořad o zvířatech                                |
| EsPRESSo            | Úterý               | Libor Tampier   | Rozhovor                                         |
| Fakta pro život     | Středa              | Lucie Fürstová  | Pořad o životním prostředí                       |
| Interview           | Čtvrtek             | Zdeněk Soudný   | Rozhovor s politikem                             |
| Inventura           | Sobota              | Lucie Fürstová  | Shrnutí uplynulého týdne                         |
| Krajský kaleidoskop |                     |                 | Informace z Libereckého kraje                    |
| Life Style          | Středa              | Romana Prošková | Lifestylový magazín                              |
| Mazeeec             | Středa              | Romana Prošková | Pořad o adrenalinových sportech                  |
| ON AIR              |                     |                 | Magazín o vysílačích                             |
| Opona               | Středa              | Romana Prošková | Kulturní magazín                                 |
| Paragraf            | Pondělí             | Jana Šrámková   | Pořad o soudnictví a právu                       |
| Rock fun            | Pátek               | Honza Havlíček  | Hudební magazín                                  |
| Skalpel             | Středa              | Romana Prošková | Pořad o záchranné službě                         |
| Stetoskop           | Pondělí             | Jana Šrámková   | Pořad o zdraví                                   |
| Toulky              | Pondělí             | Jana Šrámková   | Místopisný pořad                                 |
| Tygří ostří         |                     | Martin Kadlec   | Magazín o hokejovém klubu Bílí Tygři Liberec     |
| Zahrada             | Pondělí             | Jana Šrámková   | Magazín o floře                                  |

## Kontroverze
Televizi byla často vytýkána účelovost a silná vazba na libereckou buňku Občanské demokratické strany., televize však nařčení odmítla.

## Další činnost
Genus provozuje i zpravodajský server Týden v Libereckém kraji a aktivně komunikuje prostřednictvím profilu na Facebooku. Je také poskytovatelem reklamního prostoru.